# Благодарев, Вадим Васильевич
Вади́м Васи́льевич Бла́годарев (1843—1890) — русский мореплаватель, капитан первого ранга.

## Биография
Окончил Морской корпус в 1861 году.
В 1861—1865 годах совершил кругосветное плавание и остановился в устье Амура. В 1869—1877 годах дважды совершал переходы из Балтийского моря в Тихий океан и обратно.
В 1869-77 гг. дважды совершал переходы из Балтийское моря в Тихий океан и обратно.
В 1869-72 гг. лейтенантом на клипере «Алмаз».
В 1872-77 гг. — старшим офицером на паровом корвете «Аскольд» (с 1876 г. — в чине капитан-лейтенанта). 3 сентября 1877 года «за отлично-усердную и ревностную службу» объявлена благодарность Его Императорского Высочества генерал-адмирал великого князя Константина Николаевича.
В 1882—1885 гг. совершил самый известный такой переход, командуя корветом «Витязь», который был переименован в «Скобелев». Офицеры «Скобелева» описали северо-западную часть залива Астролябия, Новогвинейского моря и открыли там бухту Алексея, а также ряд небольших островов, один из них был назван в честь корвета — остров Скобелев.